# Ezkurra
Ezkurra település Spanyolországban, Navarra autonóm közösségben. Ezkurra Goizueta, Eratsun, Basaburua és Leitza községekkel határos. Lakosainak száma 136 fő (2024).

## Népesség
A település népessége az elmúlt években az alábbi módon változott:
| Lakosok száma | 224  | 200  | 186  | 169  | 164  | 152  | 154  | 146  | 138  | 136  |
|               | 2001 | 2004 | 2007 | 2009 | 2012 | 2014 | 2017 | 2019 | 2022 | 2024 |